# Cairn.info
Cairn.info es un portal web en lengua francesa fundado en 2005 que contiene materiales académicos en humanidades y ciencias sociales. Gran parte de la colección está en francés, aunque también incluye el idioma inglés como idioma internacional para facilitar su uso por los no francófonos. Entre las áreas de investigación se incluyen la comunicación, la economía, la educación, la geografía, la historia, la literatura, la lingüística, la filosofía, la ciencia política, el derecho, la psicología, la sociología y los estudios culturales. El sitio ofrece acceso abierto gratis para algunas publicaciones.
El sitio se originó con los materiales a partir de cuatro grandes editores franceses y belgas: Éditions Belin, De Boeck, La Découverte y Éditions Érès.
La Bibliothèque nationale de France se unió en 2006. Desde entonces se ha expandido para incluir publicaciones de otras varias editoriales, entre las extensas colecciones de idioma francés revistas – de 150.000 artículos de revistas y 4000 libros.

## Revistas disponibles
La siguiente lista incluye algunos ejemplos de revistas en Cairn.info:
| - A contrario - Actes de la recherche en sciences sociales - Actuel Marx - Adolescence (revista) - Afrique contemporaine - Agora débats/jeunesses - Annales de démographie historique - Annales de géographie - Les Annales. Histoire, Sciences Sociales - L'Année balzacienne - L’Année psychanalytique internationale - L'Année sociologique - Archives d'histoire doctrinale et littéraire du Moyen Âge - Archives de philosophie - Archives de sciences sociales des religions - L'autre - Autrepart - Bulletin de psychologie - Cahiers critiques de thérapie familiale et de pratiques de réseaux - Cahiers d'études africaines - Les Cahiers de l'Orient - Cahiers de psychologie clinique - Cahiers du genre - Cahiers du monde russe - Cahiers internationaux de psychologie soiale - Cahiers philosophiques - Le Carnet Psy - Carrefours de l'éducation - Champ psy - Chimères - Cités - La Clinique lacanienne - Cliniques méditerranéennes - Clio. Histoire, femmes et sociétés - Communications - Comptabilité-contrôle-audit - Confluences Méditerranée - Connexions - Le Coq-Héron - Critique - Critique internationale - Le Débat - Devenir - Déviance et société - Dialogue - Diogène - Distances et savoirs - Dix-Huitième Siècle - Dix-septième siècle - Document numérique - Documentaliste - Sciences de l'information - Droit et Société - Économie & Prévision - Économie internationale - L'Économie politique - Économie rurale - Éducation et sociétés - Éla - Enfances et psy - L'En-je lacanien - Entreprises et histoire - L'Espace géographique - Espaces et sociétés - Esprit - Ethnologie française - Études économiques de l'OCDE - Les Études philosophiques - Étvdes - Études rurales - L'Expansion Management Review - Flux - Formation emploi - Genèses - Gestion - Géographie, économie, société - Gradhiva - Hérodote - Histoire et sociétés rurales - Histoire de l'éducation - L'Homme - L'Homme et la Société - Idées économiques et sociales - Imaginaire et inconscient - Innovations - Journal français de psychiatrie - Journal de la psychanalyse de l'enfant - Journal des psychologues - Journal international de bioéthique - Langage et société - Langue française - La Lettre de l'enfance et de l'adolescence - Littératures classiques - Management & Avenir - M@n@gement - Mil neuf cent. Revue d'histoire intellectuelle - Médium / Cahiers de médiologie - Mondes en développement - Mouvements - Mots. Les langages du politique - Le Mouvement social - Le Moyen Âge - Multitudes - Natures Sciences Sociétés - Négociations | - Nouvelle revue de psychosociologie - Outre-Terre - Parlement(s) : Revue d'histoire politique - Participations - Pensée plurielle - Perspectives économiques de l'OCDE - Philosophia Scientiæ - Philosophie - Poétique - Politique africaine - Politique américaine - Politique étrangère - Politique européenne - Politix. Revue des sciences sociales du politique - Population - Pouvoirs - Psychanalyse - Psychologie clinique et projective - Présence africaine - Projet - La Psychiatrie de l’enfant - Psychothérapies - Psychotropes - Quaderni - Raisons politiques - Recherches de science religieuse - Reflets et perspectives de la vie économique - Réformes économiques - Regards croisés sur l'économie - Réseaux - Retraite et société - Revue archéologique - Revue congolaise de gestion - Revue d'anthropologie des connaissances - Revue d'assyriologie et d'archéologie orientale - Revue d'économie du développement - Revue d'économie industrielle - Revue d'économie politique - Revue d'économie régionale et urbaine - Revue d'éthique et de théologie morale - Revue de littérature comparée - Revue de l'OFCE - Revue de métaphysique et de morale - Revue de philologie, de littérature et d'histoire anciennes - Revue de psychothérapie psychanalytique de groupe - Revue de l'histoire des religions - Revue d'histoire moderne et contemporaine - Revue d'histoire des sciences - Revue d'histoire des sciences humaines - Revue d'histoire littéraire de la France - Revue de neuropsychologie - Revue des sciences de gestion - Revue du MAUSS - Revue économique - Revue économique de l'OCDE - Revue européenne des migrations internationales - Revue française d'administration publique - Revue française des affaires sociales - Revue française d’études américaines - Revue française de gestion - Revue française d'histoire des idées politiques - Revue française de linguistique appliquée - Revue française de pédagogie - Revue française de psychanalyse - Revue française de psychosomatique - Revue française de science politique - Revue française de socio-économie - Revue française de sociologie - Revue internationale de droit économique - Revue internationale de philosophie - Revue internationale de politique comparée - Revue internationale de psychologie sociale - Revue internationale de psychosociologie - Revue internationale des sciences sociales - Revue internationale et stratégique - Revue philosophique - Revue Tiers Monde - Rhizome - Rue Descartes - Santé publique - Savoirs et clinique - Science et motricité - Sciences du Design - Sciences Sociales et Santé - Sciences sociales et sport - Sève : Les Tribunes de la santé - Sociétés - Sociétés contemporaines - Sociologie (revista) - Sociologies pratiques - Spirale : La Grande Aventure de monsieur Bébé - Staps - Sud/Nord : Folies et cultures - Le Temps des médias - Terrain - Terrains et travaux - Thérapie familiale - Topique - Tracés - Transversalités - Le Travail humain - Travailler - Travaux de linguistique - Vie sociale et traitements - Vingtième siècle : Revue d'histoire - Volume ! La Revue des musiques populaires |